# 陳氏真刺蝦
陳氏真刺蝦（学名：Eumunida chani）为劣柱蝦科真刺蝦屬下的一个种。